# Bojongnegara
Bojongnegara is een bestuurslaag in het regentschap Cirebon van de provincie West-Java, Indonesië. Bojongnegara telt 3021 inwoners (volkstelling 2010).